# Sommet du G7 de 1991
Pour un article plus général, voir Sommet du G8.
Le sommet du G7 1991, 17e réunion du G7, réunissait les dirigeants des 7 pays démocratiques les plus industrialisés, ou G7, du  15 au 17 juillet 1991, au sein de la Lancaster House à Londres (Royaume-Uni).

## Participants
| Participants au G7            |                  |                     |                                       |
| Membre                        | Membre           | Représenté par      | Fonction                              |
| Drapeau du Canada             | Canada           | Brian Mulroney      | Premier ministre                      |
| Drapeau de la France          | France           | François Mitterrand | Président                             |
| Drapeau de l'Allemagne        | Allemagne        | Helmut Kohl         | Chancelier                            |
| Drapeau de l'Italie           | Italie           | Giulio Andreotti    | Président du Conseil                  |
| Drapeau du Japon              | Japon            | Toshiki Kaifu       | Premier ministre                      |
| Drapeau du Royaume-Uni        | Royaume-Uni      | John Major          | Premier ministre                      |
| Drapeau des États-Unis        | États-Unis       | George H. W. Bush   | Président                             |
| Drapeau de l’Union européenne | Union européenne | Jacques Delors      | Président de la Commission européenne |
| Drapeau de l’Union européenne | Union européenne | Ruud Lubbers        | Président du Conseil européen         |

Autres
- URSS - Président Mikhaïl Gorbatchev

Le Premier ministre britannique John Major avait envoyé une lettre aux autres membres du G7 pour leur demander leur permission d'inviter Mikhaïl Gorbatchev, lequel souhaitait venir à Londres pour quémander un soutien économique de l'Occident envers son pays. C'est en réalité sa prédécesseur, Margaret Thatcher, qui, avant de démissionner, avait commencé les démarches en ce sens.

## Déroulement du sommet

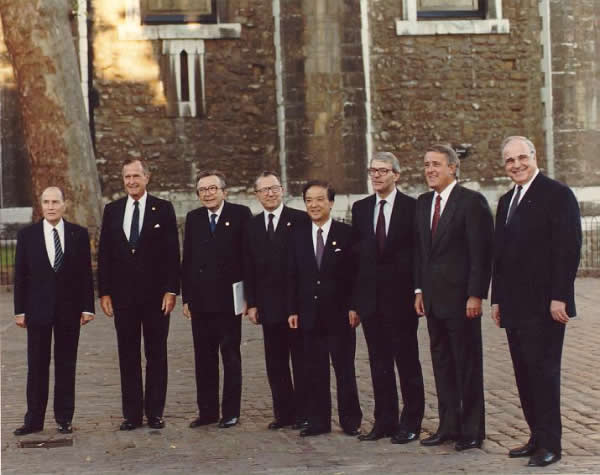
« Photo de famille » de participants au G8.